# Norway House (budynek)
Norway House – budynek biurowy znajdujący się przy ul. Lwowskiej 19 w Warszawie.

## Charakterystyka
Położony między ulicami Koszykową, Lwowską i Piękną budynek został zaprojektowany w latach 1996–1997 roku przez pracownie architektoniczne MNAL i APA Michał Sondij. Jego projekt koncepcyjny powstał jednak wcześniej, w 1994. Głównymi architektami byli Tom Granlund, Krzysztof Stapf, Zdzisław Jońca, Michał Sondij i Ryszard Trzaska. Za projekt techniczny odpowiedzialny był Zdzisław Kostrzewa z Budimexu Projekt, a za konstrukcję Krzysztof Kakowski. Budynek został zbudowany w latach 1997–1998. Wcześniej w miejscu tym stała kamienica uszkodzona w czasie II wojny światowej, którą po 1945 roku zredukowano do dwóch kondygnacji, a ostatecznie rozebrano w 1976. 
Inwestorem było norweskie przedsiębiorstwo Interscandia Group AS oraz PP APA, a koszt realizacji przedsięwzięcia wyniósł 12 milionów dolarów amerykańskich. Kolejni właściciele Norway House to: Pramerica (do 2012), IVG (od 2012), Triuva Kapitalverwaltungsgesellschaft mbH (w 2017), Patrizia AG (do 2022) i Vig Fund (od 2022). Najemcami powierzchni biurowej są lub byli m.in. Nordea Bank, Aero2 oraz kancelarie prawne Clifford Chance i Comanche Investments. W latach 2010–2015 swoją siedzibę miało tu notowane na giełdzie przedsiębiorstwo Midas S.A. W 2017 roku na parterze otworzono kawiarnię sieci Starbucks.

## Architektura
Kubatura budynku to 20 538 m³, powierzchnia całkowita 10 680 m², użytkowa 7 890 m², z czego powierzchnia biurowa to 6 169 m². Posadowiono go na działce o powierzchni ok. 800 m². Budynek ma 8 kondygnacji nadziemnych i 3 podziemne z 64 miejscami parkingowymi z komputerową kontrolą dostępności.
Norway House ma kamienną elewację o odcieniu brązowo-szarym. Od strony wschodniej zaprojektowano podcień z metalowymi słupami. Okna umieszczono w głębokich niszach. Narożniki są szklane, tak samo jak wykusz, który dzieli fasadę frontową na dwie symetryczne części. Detalem architektonicznym są powtarzalne łukowate balkony, nawiązujące do architektury sąsiednich kamienic. Ostatnia kondygnacja, położona nad kamiennym gzymsem, jest lekko cofnięta i całkowicie przeszklona. Nad nią znajduje się wysunięty dach.
Konstrukcja budynku jest słupowa, co pozwala na dużą swobodę w aranżacji przestrzeni. Wejściowe patio jest proporcjonalnie małe. We wnętrzach zastosowano szlachetne oraz naturalne materiały: marmury Blue Pearl i Biała Marianna oraz drewno. Budynek wyposażony jest w dwie windy i podjazd dla osób niepełnosprawnych.
Andrzej Kiciński uznał budynek za przykład udanej zabudowy narożnika ulic. Wskazał na odpowiednie proporcje, wkomponowanie w zabudowę sąsiednią, wysokiej klasy materiały oraz dobrze zaplanowane detale architektoniczne. Jeremi Królikowski na łamach miesięcznika „Architektura murator” nazwał budynek „koncertem w mieście”. Wskazał na umiejętne połączenie tradycji i nowoczesności, która idealnie współgra z otoczeniem, przy jednoczesnej wysokiej funkcjonalności budynku. Udanie nawiązuje on zarówno do budynku Wydziału Architektury Politechniki Warszawskiej, pobliskich kamienic, zabudowy MDM-u, jak i wybudowanego w latach 90. XX w. budynku przy ul. Koszykowej 54.
Norway House został wybrany przez Martę Leśniakowską do katalogu 230 budynków (z ogólnej liczby 450) z lat 1989–2001, które najlepiej oddają styl architektoniczny tego przedziału czasowego lub są cenne z punktu widzenia artystycznego i architektonicznego. Znalazł się również w katalogu wystawy „Plany na przyszłość” z 2000 roku wśród przykładów przemian architektonicznych stolicy poprzednich 10 lat. Miał pozytywne recenzje w miesięczniku „World Architecture” i dzienniku „The New York Times”. Został również zaliczony do dóbr kultury współczesnej Warszawy według projektu studium uwarunkowań i kierunków zagospodarowania przestrzennego Warszawy z 2023 roku.
Biurowiec zdobył nagrodę I stopnia Ministra Spraw Wewnętrznych i Administracji za 1999 rok. W uzasadnieniu wskazano na nowoczesną architekturę, która współgra z sąsiadującą XIX-wieczną zabudową oraz wpływ na rewaloryzację okolicy.